# Modifiche territoriali e amministrative dei comuni della Sicilia
Questa pagina riassume tutte le modifiche territoriali ed amministrative dei comuni siciliani dall'Unità ad oggi.
| Cod. Belfiore | Comune                    | Prov. | Anno | Evento                           | Comune                                    | Provincia |
| ------------- | ------------------------- | ----- | ---- | -------------------------------- | ----------------------------------------- | --------- |
| A014          | Biscari                   | SR    | 1927 | Cambia provincia                 |                                           | RG        |
| A014          | Biscari                   | RG    | 1938 | Cambia denominazione in          | Acate                                     | RG        |
| A049          | Acquaviva                 | CL    | 1862 | Cambia denominazione in          | Acquaviva Platani                         | CL        |
| A056          | Adernò                    | CT    | 1929 | Cambia denominazione in          | Adrano                                    | CT        |
| A070          | Agira                     | CT    | 1927 | Cambia provincia                 |                                           | EN        |
| A089          | Girgenti                  | AG    | 1927 | Cambia denominazione in          | Agrigento                                 | AG        |
| A098          | Aidone                    | CL    | 1927 | Cambia provincia                 |                                           | EN        |
| A181          | Alessandria               | AG    | 1863 | Cambia denominazione in          | Alessandria della Rocca                   | AG        |
| A201          | Alì Marina                | ME    | 1910 | Costituito con scorporo da       | Alì                                       | ME        |
| A201          | Alì Marina                | ME    | 1928 | Soppresso e incorporato in       | Alì                                       | ME        |
| A201          | Alì Marina                | ME    | 1946 | Ricostituito con scorporo da     | Alì                                       | ME        |
| A201          | Alì Marina                | ME    | 1954 | Cambia denominazione in          | Alì Terme                                 | ME        |
| A229          | Altavilla                 | PA    | 1862 | Cambia denominazione in          | Altavilla Milicia                         | PA        |
| A239          | Parco                     | PA    | 1930 | Cambia denominazione in          | Altofonte                                 | PA        |
| A478          | Assoro                    | CT    | 1927 | Cambia provincia                 |                                           | EN        |
| A676          | Barrafranca               | CL    | 1927 | Cambia provincia                 |                                           | EN        |
| A698          | Casalnuovo                | ME    | 1862 | Cambia denominazione in          | Basicò                                    | ME        |
| A723          | Bauso                     | ME    | 1929 | Soppresso per costituire         | Villafranca Tirrena                       | ME        |
| A764          | Belmonte                  | PA    | 1864 | Cambia denominazione in          | Belmonte Mezzagno                         | PA        |
| A946          | Ogliastro                 | PA    | 1864 | Cambia denominazione in          | Santa Maria d'Ogliastro                   | PA        |
| A946          | Santa Maria d'Ogliastro   | PA    | 1883 | Cambia denominazione in          | Bolognetta                                | PA        |
| A957          | Bompensiere               | CL    | 1868 | Soppresso e incorporato in       | Montedoro                                 | CL        |
| A957          | Bompensiere               | CL    | 1911 | Ricostituito con scorporo da     | Montedoro                                 | CL        |
| A958          | Buompietro                | PA    | 1930 | Cambia denominazione in          | Bompietro                                 | PA        |
| B288          | Buseto Palizzolo          | TP    | 1950 | Costituito con scorporo da       | Erice                                     | TP        |
| B381          | Calascibetta              | CL    | 1927 | Cambia provincia                 |                                           | EN        |
| B385          | Calatafimi                | TP    | 1999 | Cambia denominazione in          | Calatafimi Segesta                        | TP        |
| B438          | Calvaruso                 | ME    | 1929 | Soppresso per costituire         | Villafranca Tirrena                       | ME        |
| B460          | Camastra                  | AG    | 1929 | Soppresso e incorporato in       | Naro                                      | AG        |
| B460          | Camastra                  | AG    | 1946 | Ricostituito con scorporo da     | Naro                                      | AG        |
| B532          | Campofelice               | PA    | 1921 | Cambia denominazione in          | Campofelice di Roccella                   | PA        |
| B533          | Campofelice di Fitalia    | PA    | 1951 | Costituito con scorporo da       | Mezzojuso                                 | PA        |
| B556          | Camporeale                | TP    | 1954 | Cambia provincia                 |                                           | PA        |
| B561          | Camporotondo              | CT    | 1863 | Cambia denominazione in          | Camporotondo Etneo                        | CT        |
| B666          | Capo d'Orlando            | ME    | 1925 | Costituito con scorporo da       | Naso                                      | ME        |
| B695          | Capri                     | ME    | 1862 | Cambia denominazione in          | Capri Leone                               | ME        |
| B746          | Carcaci                   | CT    | 1876 | Soppresso e incorporato in       | Centuripe                                 | CT        |
| B918          | Casalvecchio              | ME    | 1862 | Cambia denominazione in          | Casalvecchio Siculo                       | ME        |
| B918          | Casalvecchio Siculo       | ME    | 1929 | Soppresso e incorporato in       | Santa Teresa di Riva                      | ME        |
| B918          | Casalvecchio Siculo       | ME    | 1939 | Ricostituito con scorporo da     | Santa Teresa di Riva                      | ME        |
| C051          | Castania                  | ME    | 1865 | Cambia denominazione in          | Castell'Umberto                           | ME        |
| C091          | Castel di Iudica          | CT    | 1934 | Costituito con scorporo da       | Ramacca                                   | CT        |
| C094          | Castelluccio              | ME    | 1863 | Cambia denominazione in          | Castel di Lucio                           | ME        |
| C135          | Castellana Sicula         | PA    | 1947 | Costituito con scorporo da       | Petralia Sottana                          | PA        |
| C210          | Mola                      | ME    | 1862 | Cambia denominazione in          | Castelmola                                | ME        |
| C210          | Castelmola                | ME    | 1928 | Soppresso e incorporato in       | Taormina                                  | ME        |
| C210          | Castelmola                | ME    | 1947 | Ricostituito con scorporo da     | Taormina                                  | ME        |
| C297          | Castiglione               | CT    | 1863 | Cambia denominazione in          | Castiglione di Sicilia                    | CT        |
| C342          | Castrogiovanni            | CL    | 1927 | Cambia provincia                 |                                           | EN        |
| C342          | Castrogiovanni            | EN    | 1927 | Cambia denominazione in          | Enna                                      | EN        |
| C344          | Castronovo                | PA    | 1862 | Cambia denominazione in          | Castronovo di Sicilia                     | PA        |
| C353          | Catenanuova               | CT    | 1927 | Cambia provincia                 |                                           | EN        |
| C356          | Cattolica                 | AG    | 1874 | Cambia denominazione in          | Cattolica Eraclea                         | AG        |
| C471          | Centorbi                  | CT    | 1863 | Cambia denominazione in          | Centorupi                                 | CT        |
| C471          | Centorupi                 | CT    | 1863 | Cambia denominazione in          | Centuripe                                 | CT        |
| C471          | Centuripe                 | CT    | 1927 | Cambia provincia                 |                                           | EN        |
| C480          | Cerami                    | CT    | 1927 | Cambia provincia                 |                                           | EN        |
| C612          | Chiaramonte               | SR    | 1881 | Cambia denominazione in          | Chiaramonte Gulfi                         | SR        |
| C612          | Chiaramonte Gulfi         | SR    | 1927 | Cambia provincia                 |                                           | RG        |
| C654          | Chiusa                    | PA    | 1863 | Cambia denominazione in          | Chiusa Sclafani                           | PA        |
| C927          | Comiso                    | SR    | 1927 | Cambia provincia                 |                                           | RG        |
| C968          | Contessa                  | PA    | 1875 | Cambia denominazione in          | Contessa Entellina                        | PA        |
| D234          | Custonaci                 | TP    | 1948 | Costituito con scorporo da       | Erice                                     | TP        |
| D423          | Monte San Giuliano        | TP    | 1934 | Cambia denominazione in          | Erice                                     | TP        |
| D623          | Fiumefreddo               | CT    | 1863 | Cambia denominazione in          | Fiumefreddo di Sicilia                    | CT        |
| D661          | Fondachelli-Fantina       | ME    | 1950 | Costituito con scorporo da       | Novara di Sicilia                         | ME        |
| D765          | Francavilla               | ME    | 1863 | Cambia denominazione in          | Francavilla di Sicilia                    | ME        |
| D824          | Furci Siculo              | ME    | 1919 | Costituito con scorporo da       | Santa Teresa di Riva                      | ME        |
| D844          | Kaggi                     | ME    | 1939 | Cambia denominazione in          | Gaggi                                     | ME        |
| D849          | Gagliano                  | CT    | 1863 | Cambia denominazione in          | Gagliano Castelferrato                    | CT        |
| D849          | Gagliano Castelferrato    | CT    | 1927 | Cambia provincia                 |                                           | EN        |
| D861          | Galati                    | ME    | 1863 | Cambia denominazione in          | Galati Mamertino                          | ME        |
| D885          | Gallodoro                 | ME    | 1952 | Costituito con scorporo da       | Letojanni Gallodoro                       | ME        |
| D960          | Terranova                 | CL    | 1862 | Cambia denominazione in          | Terranova di Sicilia                      | CL        |
| D960          | Terranova di Sicilia      | CL    | 1927 | Cambia denominazione in          | Gela                                      | CL        |
| D977          | Geraci                    | PA    | 1863 | Cambia denominazione in          | Geraci Siculo                             | PA        |
| E014          | Giardini                  | ME    | 1978 | Cambia denominazione in          | Giardini-Naxos                            | ME        |
| E016          | Giarratana                | SR    | 1927 | Cambia provincia                 |                                           | RG        |
| E017          | Giarre                    | CT    | 1939 | Soppresso per costituire         | Giarre Riposto                            | CT        |
| E017          | Giarre                    | CT    | 1945 | Ricostituito con soppressione di | Ionia                                     | CT        |
| E018          | Giarre Riposto            | CT    | 1939 | Costituito con fusione di        | Giarre e Riposto                          | CT        |
| E018          | Giarre Riposto            | CT    | 1942 | Cambia denominazione in          | Ionia                                     | CT        |
| E018          | Ionia                     | CT    | 1945 | Soppresso con ricostituzione di  | Giarre e Riposto                          | CT        |
| E043          | Giojosa                   | ME    | 1862 | Cambia denominazione in          | Gioiosa Marea                             | ME        |
| E156          | Gravina                   | CT    | 1863 | Cambia denominazione in          | Gravina di Catania                        | CT        |
| E262          | Guidomandri               | ME    | 1928 | Soppresso e incorporato in       | Scaletta Zanglea                          | ME        |
| E366          | Spaccaforno               | SR    | 1927 | Cambia provincia                 |                                           | RG        |
| E366          | Spaccaforno               | RG    | 1935 | Cambia denominazione in          | Ispica                                    | RG        |
| E374          | Itala                     | ME    | 1928 | Soppresso e incorporato in       | Scaletta Zanglea                          | ME        |
| E374          | Itala                     | ME    | 1947 | Ricostituito con scorporo da     | Scaletta Zanglea                          | ME        |
| E390          | Joppolo Giancaxio         | AG    | 1923 | Costituito con scorporo da       | Raffadali                                 | AG        |
| E431          | Lampedusa e Linosa        | AG    | 1875 | Costituito                       |                                           | AG        |
| E442          | Lanza                     | ME    | 1928 | Costituito con fusione di        | Malvagna e Mojo Alcantara                 | ME        |
| E442          | Lanza                     | ME    | 1947 | Soppresso con ricostituzione di  | Malvagna e Mojo Alcantara                 | ME        |
| E523          | Leni                      | ME    | 1909 | Costituito con soppressione di   | Salina                                    | ME        |
| E536          | Leonforte                 | CT    | 1927 | Cambia provincia                 |                                           | EN        |
| E556          | Gallodoro                 | ME    | 1880 | Cambia denominazione in          | Letojanni Gallodoro                       | ME        |
| E556          | Letojanni Gallodoro       | ME    | 1952 | Cambia denominazione in          | Letojanni                                 | ME        |
| E578          | Licodia                   | CT    | 1873 | Cambia denominazione in          | Licodia Eubea                             | CT        |
| E618          | Milocca                   | CL    | 1924 | Costituito con scorporo da       | Campofranco e Sutera                      | CL        |
| E618          | Milocca                   | CL    | 1933 | Cambia denominazione in          | Littoria Nissena                          | CL        |
| E618          | Littoria Nissena          | CL    | 1934 | Cambia denominazione in          | Milena                                    | CL        |
| E634          | Locadi                    | ME    | 1928 | Soppresso e incorporato in       | Furci Siculo                              | ME        |
| E714          | Lucca                     | AG    | 1863 | Cambia denominazione in          | Lucca Sicula                              | AG        |
| E855          | Malfa                     | ME    | 1909 | Costituito con soppressione di   | Salina                                    | ME        |
| E869          | Malvagna                  | ME    | 1928 | Soppresso per costituire         | Lanza                                     | ME        |
| E869          | Malvagna                  | ME    | 1947 | Ricostituito con soppressione di | Lanza                                     | ME        |
| F061          | Mazara                    | TP    | 1863 | Cambia denominazione in          | Mazara del Vallo                          | TP        |
| F066          | Mazzarrà                  | ME    | 1862 | Cambia denominazione in          | Mazzarrà Sant'Andrea                      | ME        |
| F209          | Militello                 | CT    | 1863 | Cambia denominazione in          | Militello in Val di Catania               | CT        |
| F210          | Militello                 | ME    | 1863 | Cambia denominazione in          | Militello Rosmarino                       | ME        |
| F210          | Militello Rosmarino       | ME    | 1929 | Soppresso e incorporato in       | Sant'Agata Militello                      | ME        |
| F210          | Militello Rosmarino       | ME    | 1933 | Ricostituito con scorporo da     | Sant'Agata Militello                      | ME        |
| F214          | Milo                      | CT    | 1955 | Costituito con scorporo da       | Sant'Alfio                                | CT        |
| F231          | Mirabella                 | CT    | 1863 | Cambia denominazione in          | Mirabella Imbaccari                       | CT        |
| F258          | Modica                    | SR    | 1927 | Cambia provincia                 |                                           | RG        |
| F277          | Mojo                      | ME    | 1862 | Cambia denominazione in          | Mojo Alcantara                            | ME        |
| F277          | Mojo Alcantara            | ME    | 1928 | Soppresso per costituire         | Lanza                                     | ME        |
| F277          | Mojo Alcantara            | ME    | 1947 | Ricostituito con soppressione di | Lanza                                     | ME        |
| F299          | Molo                      | AG    | 1863 | Cambia denominazione in          | Porto Empèdocle                           | AG        |
| F359          | Monforte                  | ME    | 1863 | Cambia denominazione in          | Monforte San Giorgio                      | ME        |
| F400          | Monte Albano              | ME    | 1862 | Cambia denominazione in          | Montalbano di Elicona                     | ME        |
| F400          | Montalbano di Elicona     | ME    | 1955 | Cambia denominazione in          | Montalbano Elicona                        | ME        |
| F553          | Montemaggiore             | PA    | 1863 | Cambia denominazione in          | Montemaggiore Belsito                     | PA        |
| F610          | Monterosso                | SR    | 1863 | Cambia denominazione in          | Monterosso Almo                           | SR        |
| F610          | Monterosso Almo           | SR    | 1927 | Cambia provincia                 |                                           | RG        |
| F892          | Nicosia                   | CT    | 1927 | Cambia provincia                 |                                           | EN        |
| F900          | Nissoria                  | CT    | 1927 | Cambia provincia                 |                                           | EN        |
| F901          | San Ferdinando            | ME    | 1863 | Cambia denominazione in          | Nizza di Sicilia                          | ME        |
| F901          | Nizza di Sicilia          | ME    | 1929 | Soppresso e incorporato in       | Roccalumera                               | ME        |
| F901          | Nizza di Sicilia          | ME    | 1948 | Ricostituito con scorporo da     | Roccalumera                               | ME        |
| F951          | Novara                    | ME    | 1862 | Cambia denominazione in          | Novara di Sicilia                         | ME        |
| G208          | Paceco                    | TP    | 1938 | Soppresso e incorporato in       | Trapani                                   | TP        |
| G208          | Paceco                    | TP    | 1946 | Ricostituito con scorporo da     | Trapani                                   | TP        |
| G209          | Pace del Mela             | ME    | 1921 | Costituito con scorporo da       | Santa Lucia del Mela                      | ME        |
| G234          | Pagliara                  | ME    | 1880 | Soppresso e incorporato in       | Roccalumera                               | ME        |
| G234          | Pagliara                  | ME    | 1914 | Ricostituito con scorporo da     | Roccalumera                               | ME        |
| G267          | Palazzolo                 | SR    | 1863 | Cambia denominazione in          | Palazzolo Acreide                         | SR        |
| G282          | Palma                     | AG    | 1863 | Cambia denominazione in          | Palma di Montechiaro                      | AG        |
| G319          | Paparella San Marco       | TP    | 1955 | Costituito con scorporo da       | Erice                                     | TP        |
| G319          | Paparella San Marco       | TP    | 1958 | Cambia denominazione in          | Valderice                                 | TP        |
| G543          | Piana dei Greci           | PA    | 1941 | Cambia denominazione in          | Piana degli Albanesi                      | PA        |
| G580          | Piazza                    | CL    | 1862 | Cambia denominazione in          | Piazza Armerina                           | CL        |
| G580          | Piazza Armerina           | CL    | 1927 | Cambia provincia                 |                                           | EN        |
| G597          | Piedimonte                | CT    | 1863 | Cambia denominazione in          | Piedimonte Etneo                          | CT        |
| G624          | Pietraperzia              | CL    | 1927 | Cambia provincia                 |                                           | EN        |
| G792          | Polizzi                   | PA    | 1863 | Cambia denominazione in          | Polizzi Generosa                          | PA        |
| G953          | Pozzallo                  | SR    | 1927 | Cambia provincia                 |                                           | RG        |
| H163          | Ragusa                    | SR    | 1927 | Cambia provincia                 |                                           | RG        |
| H164          | Ragusa Inferiore          | SR    | 1866 | Costituito con scorporo da       | Ragusa                                    | SR        |
| H164          | Ragusa Inferiore          | SR    | 1922 | Cambia denominazione in          | Ragusa Ibla                               | SR        |
| H164          | Ragusa Ibla               | SR    | 1927 | Cambia provincia                 |                                           | RG        |
| H164          | Ragusa Ibla               | RG    | 1927 | Soppresso e incorporato in       | Ragusa                                    | RG        |
| H221          | Regalbuto                 | CT    | 1927 | Cambia provincia                 |                                           | EN        |
| H325          | Riposto                   | CT    | 1939 | Soppresso per costituire         | Giarre Riposto                            | CT        |
| H325          | Riposto                   | CT    | 1945 | Ricostituito con soppressione di | Ionia                                     | CT        |
| H380          | Rocca                     | ME    | 1863 | Cambia denominazione in          | Roccavaldina                              | ME        |
| H405          | Roccafiorita              | ME    | 1929 | Soppresso e incorporato in       | Mongiuffi Melia                           | ME        |
| H405          | Roccafiorita              | ME    | 1947 | Ricostituito con scorporo da     | Mongiuffi Melia                           | ME        |
| H455          | Roccella                  | ME    | 1863 | Cambia denominazione in          | Roccella Valdemone                        | ME        |
| H479          | Rodì                      | ME    | 1923 | Costituito con scorporo da       | Castroreale                               | ME        |
| H479          | Rodì                      | ME    | 1927 | Soppresso e incorporato in       | Castroreale                               | ME        |
| H479          | Rodì                      | ME    | 1947 | Ricostituito con scorporo da     | Castroreale                               | ME        |
| H479          | Rodì                      | ME    | 1948 | Cambia denominazione in          | Rodì Milici                               | ME        |
| H711          | Salina                    | ME    | 1867 | Costituito con scorporo da       | Lipari                                    | ME        |
| H711          | Salina                    | ME    | 1909 | Soppresso per costituire         | Leni, Malfa e Santa Marina Salina         | ME        |
| H743          | Sambuca                   | AG    | 1863 | Cambia denominazione in          | Sambuca Labat                             | AG        |
| H743          | Sambuca Labat             | AG    | 1864 | Cambia denominazione in          | Sambuca Zabut                             | AG        |
| H743          | Sambuca Zabut             | AG    | 1923 | Cambia denominazione in          | Sambuca di Sicilia                        | AG        |
| H778          | San Biagio                | AG    | 1864 | Cambia denominazione in          | San Biagio Platani                        | AG        |
| H797          | San Cipirello             | PA    | 1865 | Costituito con scorporo da       | San Giuseppe Jato                         | PA        |
| H914          | San Giovanni di Cammarata | AG    | 1879 | Cambia denominazione in          | San Giovanni Gemini                       | AG        |
| H915          | San Giovanni di Galermo   | CT    | 1926 | Soppresso e incorporato in       | Catania                                   | CT        |
| H933          | San Giuseppe              | PA    | 1864 | Cambia denominazione in          | San Giuseppe Jato                         | PA        |
| H940          | San Gregorio              | CT    | 1863 | Cambia denominazione in          | San Gregorio di Catania                   | CT        |
| H982          | San Marco                 | ME    | 1862 | Cambia denominazione in          | San Marco d'Alfonsio                      | ME        |
| H982          | San Marco d'Alfonsio      | ME    | 1867 | Cambia denominazione in          | San Marco d'Alunzio                       | ME        |
| H982          | San Marco d'Alunzio       | ME    | 1929 | Soppresso e incorporato in       | Sant'Agata Militello                      | ME        |
| H982          | San Marco d'Alunzio       | ME    | 1933 | Ricostituito con scorporo da     | Sant'Agata Militello                      | ME        |
| I028          | San Mauro                 | PA    | 1863 | Cambia denominazione in          | San Mauro Castelverde                     | PA        |
| I035          | San Michele               | CT    | 1863 | Cambia denominazione in          | San Michele di Ganzaria                   | CT        |
| I084          | San Pier Monforte         | ME    | 1873 | Cambia denominazione in          | San Pier Niceto                           | ME        |
| I086          | San Pietro Sopra Patti    | ME    | 1912 | Cambia denominazione in          | San Piero Patti                           | ME        |
| I147          | San Salvatore             | ME    | 1863 | Cambia denominazione in          | San Salvatore di Fitalia                  | ME        |
| I169          | Santa Caterina            | CL    | 1862 | Cambia denominazione in          | Santa Caterina Villarmosa                 | CL        |
| I174          | Santa Cristina            | PA    | 1864 | Cambia denominazione in          | Santa Cristina Gela                       | PA        |
| I178          | Santa Croce               | SR    | 1863 | Cambia denominazione in          | Santa Croce Camerina                      | SR        |
| I178          | Santa Croce Camerina      | SR    | 1927 | Cambia provincia                 |                                           | RG        |
| I184          | Santa Domenica            | ME    | 1864 | Cambia denominazione in          | Santa Domenica Vittoria                   | ME        |
| I185          | Santa Elisabetta          | AG    | 1955 | Costituito con scorporo da       | Aragona                                   | AG        |
| I188          | Solanto                   | PA    | 1880 | Cambia denominazione in          | Santa Flavia                              | PA        |
| I215          | Sant'Alessio Siculo       | ME    | 1948 | Costituito con scorporo da       | Forza d'Agrò                              | ME        |
| I216          | Sant'Alfio                | CT    | 1924 | Costituito con scorporo da       | Giarre                                    | CT        |
| I220          | Santa Lucia               | ME    | 1863 | Cambia denominazione in          | Santa Lucia del Mela                      | ME        |
| I224          | Santa Margherita          | AG    | 1863 | Cambia denominazione in          | Santa Margherita di Belice                | AG        |
| I254          | Santa Marina Salina       | ME    | 1909 | Costituito con soppressione di   | Salina                                    | ME        |
| I311          | Santa Teresa              | ME    | 1864 | Cambia denominazione in          | Santa Teresa di Riva                      | ME        |
| I314          | Santa Venerina            | CT    | 1934 | Costituito con scorporo da       | Acireale, Giarre e Zafferana Etnea        | CT        |
| I328          | San Teodoro               | ME    | 1929 | Soppresso e incorporato in       | Cesarò                                    | ME        |
| I328          | San Teodoro               | ME    | 1940 | Ricostituito con scorporo da     | Cesarò                                    | ME        |
| I356          | Santo Stefano             | AG    | 1863 | Cambia denominazione in          | Santo Stefano Quisquina                   | AG        |
| I369          | Santo Stefano di Briga    | ME    | 1928 | Soppresso e incorporato in       | Messina                                   | ME        |
| I407          | San Vito Lo Capo          | TP    | 1952 | Costituito con scorporo da       | Erice                                     | TP        |
| I420          | Saponara                  | ME    | 1863 | Cambia denominazione in          | Saponara Villafranca                      | ME        |
| I420          | Saponara Villafranca      | ME    | 1929 | Soppresso per costituire         | Villafranca Tirrena                       | ME        |
| I420          | Saponara Villafranca      | ME    | 1952 | Ricostituito con scorporo da     | Villafranca Tirrena                       | ME        |
| I420          | Saponara Villafranca      | ME    | 1952 | Cambia denominazione in          | Saponara                                  | ME        |
| I477          | Savoca                    | ME    | 1929 | Soppresso e incorporato in       | Santa Teresa di Riva                      | ME        |
| I477          | Savoca                    | ME    | 1948 | Ricostituito con scorporo da     | Santa Teresa di Riva                      | ME        |
| I492          | Scaletta                  | ME    | 1863 | Cambia denominazione in          | Scaletta Zanglea                          | ME        |
| I492          | Scaletta Zanglea          | ME    | 1988 | Cambia denominazione in          | Scaletta Zanclea                          | ME        |
| I535          | Scicli                    | SR    | 1927 | Cambia provincia                 |                                           | RG        |
| I538          | Scillato                  | PA    | 1961 | Costituito con scorporo da       | Collesano                                 | PA        |
| I541          | Sclafani                  | PA    | 1954 | Cambia denominazione in          | Sclafani Bagni                            | PA        |
| I881          | Spadafora                 | ME    | 1929 | Costituito con fusione di        | Spadafora San Martino, Valdina e Venetico | ME        |
| I882          | Spadafora San Martino     | ME    | 1929 | Soppresso per costituire         | Spadafora                                 | ME        |
| I883          | Spadafora San Pietro      | ME    | 1880 | Soppresso e incorporato in       | Milazzo                                   | ME        |
| I891          | Sperlinga                 | CT    | 1927 | Cambia provincia                 |                                           | EN        |
| L112          | Termini                   | PA    | 1863 | Cambia denominazione in          | Termini Imerese                           | PA        |
| L271          | Torregrotta               | ME    | 1923 | Costituito con scorporo da       | Roccavaldina                              | ME        |
| L332          | Trappeto                  | PA    | 1954 | Costituito con scorporo da       | Balestrate                                | PA        |
| L369          | Tremestieri               | CT    | 1874 | Cambia denominazione in          | Tremestieri Etneo                         | CT        |
| L431          | Tripi                     | ME    | 2025 | Cambia denominazione in          | Tripi-Abakainon                           | ME        |
| L448          | Troina                    | CT    | 1927 | Cambia provincia                 |                                           | EN        |
| L561          | Valdina                   | ME    | 1929 | Soppresso per costituire         | Spadafora                                 | ME        |
| L561          | Valdina                   | ME    | 1948 | Ricostituito con scorporo da     | Roccavaldina                              | ME        |
| L583          | Valguarnera Caropepe      | CL    | 1927 | Cambia provincia                 |                                           | EN        |
| L609          | Vallelunga                | CL    | 1865 | Cambia denominazione in          | Vallelunga Pratameno                      | CL        |
| L659          | Valverde                  | CT    | 1951 | Costituito con scorporo da       | Aci Sant'Antonio                          | CT        |
| L735          | Venetico                  | ME    | 1929 | Soppresso per costituire         | Spadafora                                 | ME        |
| L735          | Venetico                  | ME    | 1940 | Ricostituito con scorporo da     | Spadafora                                 | ME        |
| L740          | Ventimiglia               | PA    | 1863 | Cambia denominazione in          | Ventimiglia di Sicilia                    | PA        |
| L944          | Villafranca               | AG    | 1863 | Cambia denominazione in          | Villafranca Sicula                        | AG        |
| L950          | Villafranca Tirrena       | ME    | 1929 | Costituito con fusione di        | Bauso, Calvaruso e Saponara Villafranca   | ME        |
| M011          | Villarosa                 | CL    | 1927 | Cambia provincia                 |                                           | EN        |
| M088          | Vittoria                  | SR    | 1927 | Cambia provincia                 |                                           | RG        |
| M137          | Xitta                     | TP    | 1868 | Soppresso e incorporato in       | Trapani                                   | TP        |
| M210          | Terme Vigliatore          | ME    | 1966 | Costituito con scorporo da       | Castroreale                               | ME        |
| M211          | Acquedolci                | ME    | 1969 | Costituito con scorporo da       | San Fratello                              | ME        |
| M257          | Portopalo di Capo Passero | SR    | 1975 | Costituito con scorporo da       | Pachino                                   | SR        |
| M268          | Blufi                     | PA    | 1972 | Costituito con scorporo da       | Petralia Soprana                          | PA        |
| M271          | Mazzarrone                | CT    | 1976 | Costituito con scorporo da       | Caltagirone e Licodia Eubea               | CT        |
| M279          | Priolo Gargallo           | SR    | 1979 | Costituito con scorporo da       | Melilli e Siracusa                        | SR        |
| M281          | Petrosino                 | TP    | 1980 | Costituito con scorporo da       | Marsala e Mazara del Vallo                | TP        |
| M283          | Maniace                   | CT    | 1981 | Costituito con scorporo da       | Bronte                                    | CT        |
| M286          | Torrenova                 | ME    | 1984 | Costituito con scorporo da       | San Marco d'Alunzio                       | ME        |
| M287          | Ragalna                   | CT    | 1985 | Costituito con scorporo da       | Paternò                                   | CT        |
| M432          | Misiliscemi               | TP    | 2021 | Costituito con scorporo da       | Trapani                                   | TP        |